# Jochen Eigenherr
Joachim „Jochen” Eigenherr (ur. 18 lutego 1947 w Bad Bevensen) – niemiecki lekkoatleta, sprinter i skoczek w dal. W czasie swojej kariery reprezentował Republikę Federalną Niemiec.
Specjalizował się w biegach sprinterskich, ale pierwszy sukces międzynarodowy odniósł w skoku w dal. Wywalczył w nim brązowy medal na pierwszych europejskich igrzyskach halowych w 1966 w Dortmundzie. Pokonali go tylko Igor Ter-Owanesian ze Związku Radzieckiego i jego kolega z reprezentacji Armin Baumert. Na europejskich igrzyskach juniorów w 1966 w Odessie Eigenherr zdobył trzy medale: złoty w biegu na 200 metrów i srebrne w biegu na 100 metrów i w sztafecie 4 × 100 metrów.
Zajął 8. miejsce w finale biegu na 200 metrów na  igrzyskach olimpijskich w 1968 w Meksyku, a sztafeta RFN 4 × 100 metrów w składzie: Karl-Peter Schmidtke, Gert Metz, Gerhard Wucherer i Eigenherr zajęła w finale 6. miejsce. Zajął 2. miejsce w biegu na 200 metrów i w sztafecie 4 × 100 metrów w finale Pucharu Europy w 1970 w Sztokholmie. 
Eigenherr był mistrzem RFN w biegu na 200 metrów w 1969 i 1970, wicemistrzem w tej konkurencji w 1968 oraz brązowym medalistą w 1967, a także mistrzem w sztafecie 4 × 100 metrów w 1970. Był również brązowym medalistą halowych mistrzostw RFN w skoku w dal w 1966.
Dwukrotnie poprawiał rekord RFN w biegu na 200 metrów do czasu 20,48 s (16 października 1968 w Meksyku), a także dwukrotnie w sztafecie 4 × 100 metrów do wyniku 38,76 s (20 października 1968 w Meksyku).
Jego żoną jest Marion Bornholdt, która reprezentowała RFN na igrzyskach olimpijskich w 1968 w Meksyku w pięcioboju.